# سعدانية
السعدانية أو النورادية (الاسم العلمي: Neuradaceae) هي فصيلة من النباتات تتبع رتبة الخبازيات من طائفة الثنائيات الفلقة.

## أجناس
- النورادة
- النورادانية
- الغريلم